# CHECKMATEZ
CHECKMATEZ（チェックメイツ）は、和風を主体とする所沢の代表的なスカバンド。楽曲の半分はインストゥルメンタルである。

## 概要
2002年に元SEVENTONE(SKAPUNK BAND)のメンバーにより結成。三上佑介、黒澤謙治、黒澤仁美の同じ高校の同級生が主体となり、日本の文化を主調とした音楽を演奏する集団とし、和製SKA笛管弦音楽団CHECKMATEZが誕生した。
演奏の特徴として「笛」であるリコーダーがある。SKAのジャンルで笛を取り入れた第一人者であり、その音色は和風古風といった雰囲気を作り出している。和製SKAを主体としているため、楽曲には「英詞」は存在しない。
2005年1月21日にファイルレコードからV.A『SKA SENSATION』をリリースした。
以来、メンバーチェンジ、メンバーの置き去り、事故、などの苦難を幾度も乗り越え、精力的な活動を重ね現在に至る。

## メンバー
三上 佑介（みかみ ゆうすけ）　1981年12月1日生。埼玉県出身。B型。ボーカル,リコーダー　（愛称：みーやん、みかみん）
地元埼玉県は所沢市を心から愛し、生涯をここで過ごすと決めている。リーダーも務める。
佐藤 謙太郎（さとう けんたろう）　1981年5月4日生。秋田県出身。B型。ギター　（愛称：KenKen、けんちゃん弐号）
2011年より加入。
元しゃくれ恋辺ギター担当。
愛用楽器: Gretsch7593 "White Falcon"
高橋 悠（たかはし ゆたか）　1983年5月7日生。埼玉県出身。A型。ベース,龍笛　（愛称：タカ）
バイト先で知り合った元メンバー清野温子に誘われ加入する。
2004年に退団。他SKABAND(SKAFF-LINKS)で経験を積み2005年に再加入。
黒澤 謙治（くろさわ けんじ）　1981年2月20日生。埼玉県出身。O型。テナーサックス　（愛称：けんちゃん、クロちゃん、じゃんけん）
現在、正規メンバーではない。
宮島 敦司（みやじま あつし）　1982年8月1日生。北海道出身。A型。トロンボーン　（愛称：プロ）
2007年より加入。イベンターとしても幅広く活動中。
元プロボクサーという肩書きを持つ。
金田 文彦（かなだ ふみひこ）　1978年9月13日生。長野県出身。大型。テナーサックス　（愛称：ジョディ）
2007年より加入。
愛称の由来はYAWARA!のカナダ出身のジョディ・ロックウェル(苗字が「かなだ」だから)よりリーダーが命名。
千葉 大輔（ちば だいすけ）　1981年**月**日生。青森県出身。*型。トランペット（愛称：バイヤー）
2010年より加入。
張山 玲美（はりやま れいみ）  3月20日生。千葉県出身。B型。クラリネット兼アルトサックス（愛称：綾波）
2012年より加入。現在の紅一点にして最年少楽団員。
愛称の由来は新世紀エヴァンゲリオンの綾波レイ（名前に『れい』とヘアースタイルが酷似している為）よりリーダーが命名。

## サブメンバー
黒澤 仁美（くろさわ ひとみ）　トランペット　2005年4月産休→育児中　（愛称：ひとちゃん、おじょう）

## 旧メンバー
清野 温子（せいの あつこ）　トロンボーン　2004年6月脱退　（愛称：あっちゃん）
児玉 慶太（こだま けいた）　ギター　2006年3月脱退　（愛称：こだっく）

## ディスコグラフィー

### シングル
1. 王手　(2004/4/21)[絶版]
  1. 王手
  2. 若草
  3. 花魁咲き

### オムニバスアルバム
1. SKA SENSATION　(2005/1/21)
  1. ~INTRO~/Shiny Day,Rainy Heart~あの頃はよかったなぁ~(space star horns)
  2. Carib Drivin’(space star horns)
  3. BIG MOUTH(Mini-SKA)
  4. WALKIN’ SUNNY DAY(Mini-SKA)
  5. 十代最後の夜(ONESIDE WHALES)
  6. さよならバイバイ(ONESIDE WHALES)
  7. はぐれ旅烏(CHECKMATEZ)
  8. 花魁咲き(CHECKMATEZ)
  9. Hi☆STYLE(Hi-ACE)
  10. THANXXX(Hi-ACE)
  11. ALCHOLIC RIVER(しゃくれ恋辺)
  12. メリケンBoogie(しゃくれ恋辺)
  13. URBAN TIMES(LOVE IS GREEN)
  14. STRONG(LOVE IS GREEN)